# Sociedad Caupolicán Defensora de la Araucanía
La Sociedad Caupolicán Defensora de la Araucanía fue una organización política mapuche fundada el 3 de julio de 1910. Fue la primera gran organización mapuche con carácter sociopolítico y representación de todo el pueblo mapuche. Su fundación inauguró una nueva etapa en la historia mapuche, posterior a la llamada Ocupación de la Araucanía.

## Historia

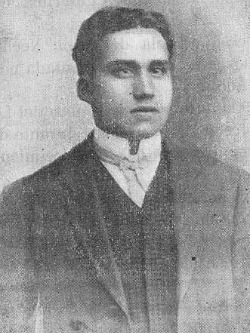
Manuel Manquilef, uno de los líderes históricos de la Sociedad Caupolicán.

La Sociedad fue fundada el 3 de julio de 1910 en el marco de los cien años de la independencia de Chile. Sus principales objetivos fueron la defensa de los intereses indígenas, en especial en relación con las usurpaciones de tierras por parte de chilenos y extranjeros, y el derecho a la educación.  En apoyo de estos fines, contó con el respaldo inicial del Partido Demócrata y de la Iglesia anglicana. De acuerdo a José Bengoa, se trató de una organización representativa de los mapuches moderados e ilustrados, que veían en la educación y el progreso occidental una posibilidad de desarrollo para su pueblo.
En sus primeros meses de vida fue encabezada por el etnólogo Tomás Guevara, pasando a serlo posteriormente por el profesor normalista Manuel Neculmán, y luego por el también profesor normalista y futuro diputado Manuel Manquilef. También contó con el apoyo de Carlos Sadlier, pastor anglicano a cargo de la Misión Araucana de Quepe, así como de otros dirigentes de la época, como Felipe Reyes, Vicente Kollio, Juan Katrilew, Basilio García, Onofre Kolima y Ramón Lienan.
La organización entra en crisis en 1926, debido al apoyo dado por Manuel Manquilef a la Ley N° 4.169 que permitía la subdivisión de comunidades en términos en que los miembros de la Sociedad no estaban de acuerdo. Esto lleva a que se conforme una alianza temporal con la Federación Araucana de Manuel Aburto Panguilef, de orientación tradicionalista, bajo la figura del Comité Ejecutivo de la Araucanía.
En 1931 el liderazgo de la Sociedad pasa a a una generación más joven, compuesta por Venancio Coñuepán, José Cayupi y Esteban Romero. En este contexto, Coñuepán toma la presidencia de la organización, y la reorienta hacia una mayor valorización de la tradición mapuche, así como a su distinción corporativista con respecto a la sociedad chilena. Para ello se reforzó la idea de aumentar el poder económico de los mapuches a través del comercio, espacio donde Coñuepán y otros miembros de su generación habían tenido éxito. Esta línea también le acerca a la Unión Araucana, que liderada por Floriano Antilef, desarrollaba ideas similares.
Uno de los mayores logros de la Sociedad durante la década de 1930 corresponde a la creación de la Caja Central Indígena en 1936, espacio desde el cual se buscaba promover el desarrollo económico de los pequeños productores mapuches, así como su articulación con los empresarios de mayor tamaño de su etnia. Por otro lado, como alternativa la "República Indígena" propuesta por la Federación Araucana,  durante este periodo la Sociedad promovió, sin éxito, la creación de un Partido Único de la Araucanía o Partido Mapuche, que actuaría como brazo étnico-político frente al Estado chileno.
En 1938 se integra con la Unión Araucana, la Federación Araucana y otras organizaciones de menor tamaño, dando origen a la Corporación Araucana, la que mayoritariamente fue copada por miembros de la Sociedad Caupolicán.

## Presidentes de la Sociedad
- Tomás Guevara,  julio - diciembre 1910
- Manuel Neculmán, diciembre 1910 - diciembre 1915
- Manuel Manquilef, diciembre 1915 - diciembre 1925
- Arturo Huenchullán, diciembre 1925 - 1927
- José Cayupi, 1927-1928
- Esteban Romero, 1928 - 1931
- Venancio Coñuepán, 1931 - 1938